# Raphaël Ibañez
Raphaël Ibañez, född 17 februari 1973 i Dax i Frankrike, är en före detta rugby union spelare.

## Tidigare lag som Raphael har spelat för
- USA Perpignan
- Castres Olympique
- Saracens F.C.
- London Wasps